# Rhododendron hongkongense
Rhododendron hongkongense är en ljungväxtart som beskrevs av John Hutchinson. Rhododendron hongkongense ingår i släktet rododendron, och familjen ljungväxter. Inga underarter finns listade i Catalogue of Life.

## Bildgalleri

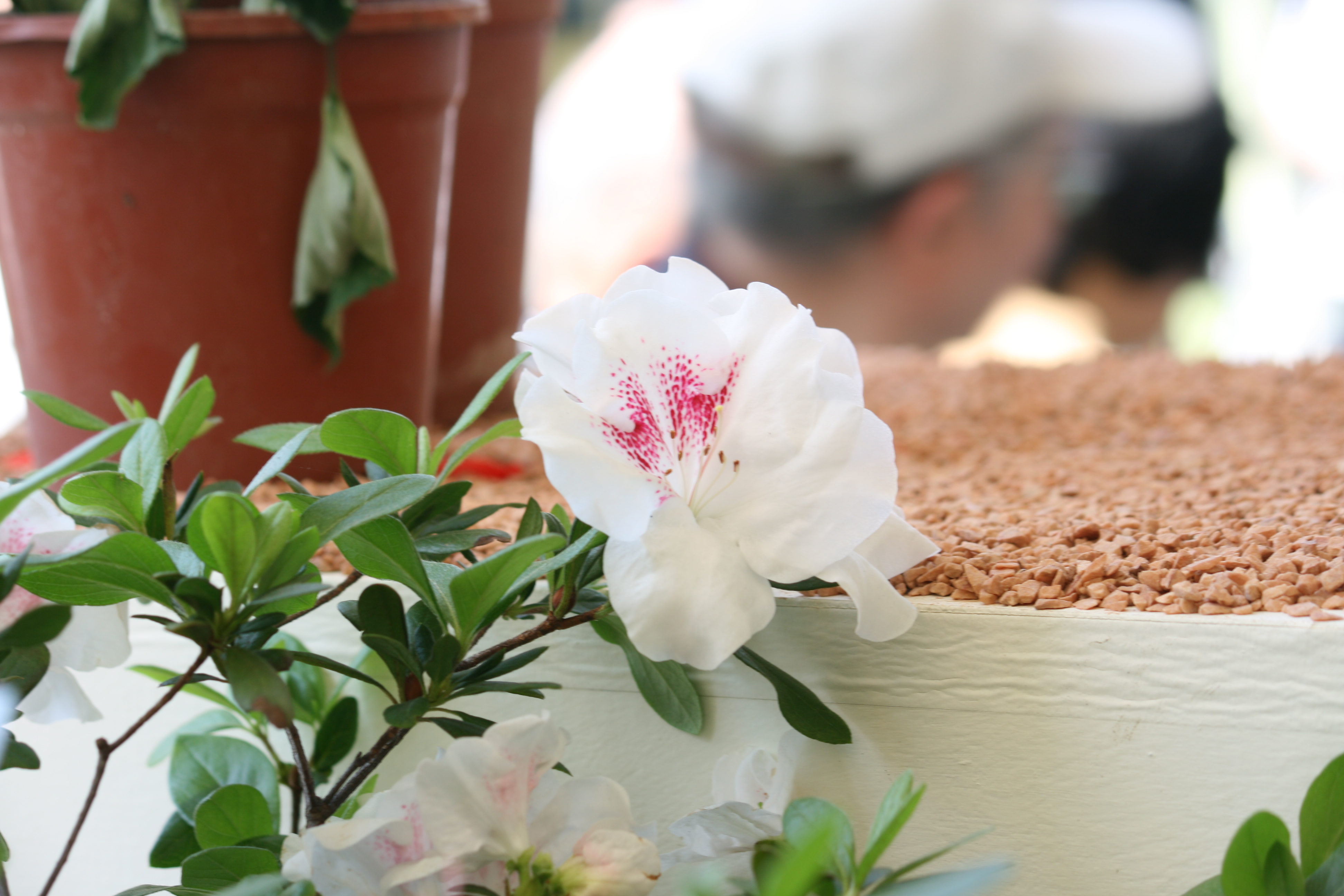
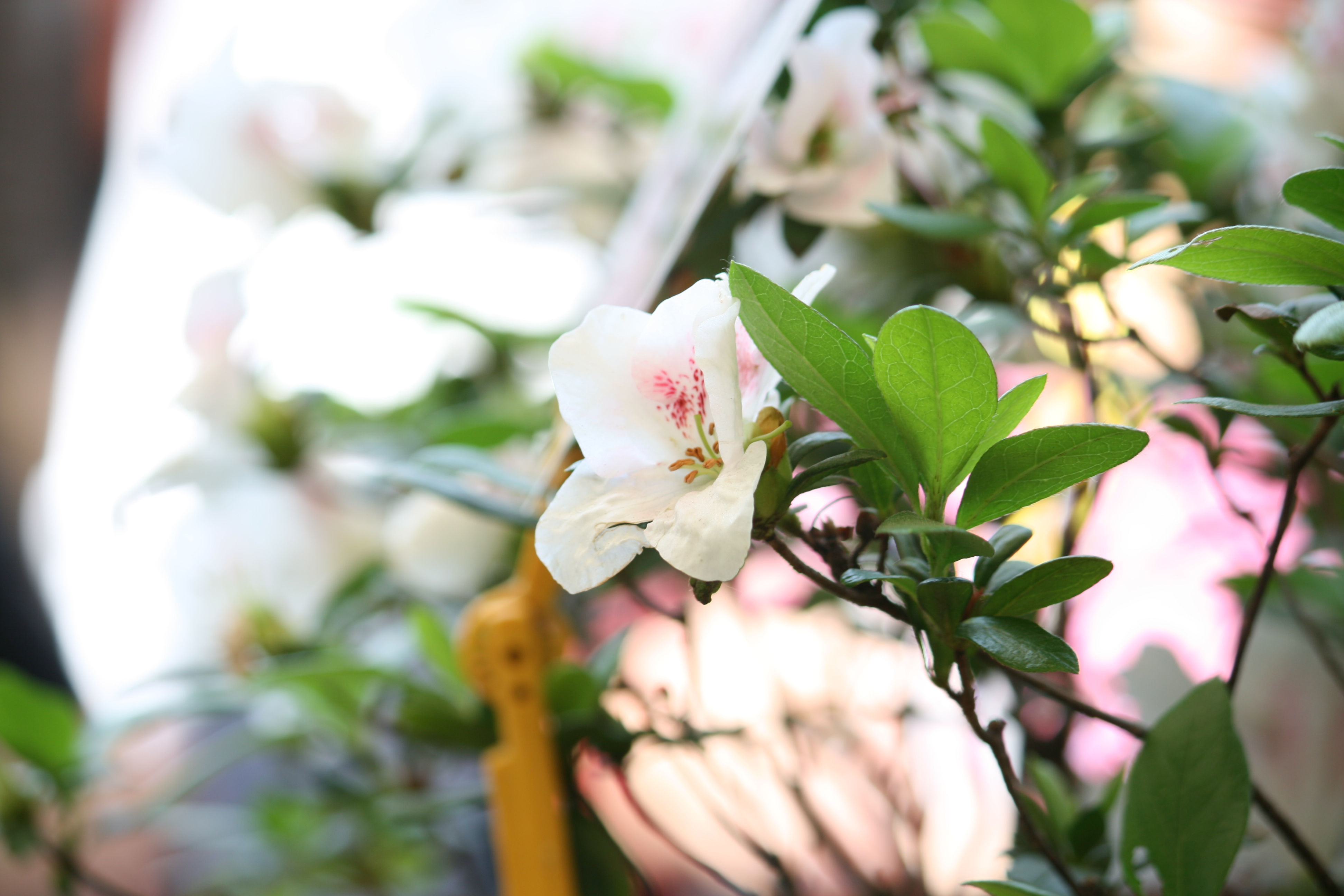